# 愚公楼菠萝
愚公楼菠萝，是中华人民共和国广东省湛江市徐闻县的土特产菠萝，中国地理标志产品。以愚公楼为代表的徐闻菠萝为中华人民共和国菠萝产量的首位。

## 沿革
16世纪，菠萝从巴西传入中国广东。愚公楼菠萝为徐闻当地特产，因最早引进该县曲界愚公楼村种植而得名。1926年，徐闻籍华侨倪国良从南洋引进“巴里”品种菠萝，在愚公楼村一带种植，果实以香、脆、甜而闻名于世。随后当地民众在雷州半岛普遍种植菠萝，并以徐闻一带最著名。1935年从海南引入卡因种。1942年至1943年，海康县开始种植并引入巴厘种。1935年，从海南引入卡因种。中华人民共和国成立后，当地政府不断研发新种，1981年广东省果树研究所引入57-236种。1983年从泰国引入卡因、南园5号等品种。1988年，徐闻县菠萝试验站进行品种密度栽培，创亩产5382.7公斤的中国菠萝单产纪录。
2003年，愚公楼菠萝与友好绿茶获得第四届广东省国际食品博览会优秀奖。2005年，荣获国家地理标志保护产品。2006年，种植面积近30万亩，主产地是曲界、前山、锦和、下洋、下桥、和安、龙塘等。
2019年以来，广东省农业农村厅深入徐闻县调研。至2020年，以愚公楼为代表的徐闻菠萝种植面积大约徐闻菠萝种植面积达35万亩，年产量稳定在70万吨左右，占中国的38%、广东省的60%，是中国最大的菠萝生产基地。2021年广东省安排专项经费用于广东特色优势农业品牌宣传推介及品牌运营工作，计划重点打造菠萝、荔枝、香蕉等六大类水果省级区域公用品牌。2月25日，广东省农业农村厅印发《2021广东菠萝“12221”市场体系建设实施方案》。同月，广东省建立“徐闻菠萝高铁专列”，以兰州为中心，专列每日运行22个车次，班次横跨北京、上海等14个省份直辖市，覆盖中国西北、胶东半岛。广东省计划推广徐闻菠萝高铁专列经验，将徐闻菠萝、荔枝、火龙果、红橙、黄皮、蜜柚、芒果、释迦等优势特色水果产业销往中国各地。